# Labello
Labello est le nom d'un tube de soin pour lèvres produit par l'entreprise allemande Beiersdorf AG. Le mot Labello vient des mots latins labium (lèvre) et bellus (beau) et qui signifie donc littéralement « belles lèvres ». Ce produit est vendu sous ce nom par Beiersdorf AG depuis 1909. L'inventeur du Labello est Oscar Troplowitz.
Le Labello est d'abord commercialisé sous forme de petits morceaux emballés dans une feuille en étain. En 1911, le Labello prend une nouvelle forme : un tube en étain. Il suffisait d'appuyer en dessous du tube pour faire sortir le produit. D'abord commercialisé en Allemagne, en Suisse et en Autriche-Hongrie, il s'étend au Royaume-Uni, puis au Danemark, à l'Italie et aux Pays-Bas en 1914. En 1922, le tube en étain est remplacé par un tube en aluminium, puis par un tube en plastique en 1953. Bien que le tube de rouge à lèvres pivotant existe depuis 1923, il faut attendre 1963 pour que Labello se dote d'un stick rotatif.
Aujourd'hui, le mot Labello est synonyme de soin pour lèvres dans la plupart des pays européens étant donné que ce produit a une position de monopole[réf. nécessaire]. Le mot Labello est également employé parfois par antonomase pour parler d'un baume à lèvres d'une marque différente.
En France, un tube de Labello pèse 4,8 g pour un volume de 5,5 mL. La densité du Labello est donc de 0,873.
Il existe différentes variantes de Labello, par exemple la version colorée rouge commercialisée dès 1922, ou le Labello Sun pour protéger les lèvres du soleil, qui apparaît sur le marché en 1979. Depuis les années 1980, la gamme Labello se diversifie avec différents arômes ou encore des versions sport résistant mieux au froid et à l'eau.